# Георги Дойков
Георги Дойков е български олимпиец, участвал на зимните олимпийски игри в Санкт Мориц през 1948 г. в ски бягането.

## Биография
Роден е на 3 април 1924 година. Участва в състезанието на 18 km ски бягане на петите зимни олимпийски игри, провели се в Санкт Мориц през 1948 година. Отказва се на четвъртия километър от състезанието. 